# Ринхиты
Ринхи́ты, или трубковёрты, или казарки (лат. Rhynchites), — род жесткокрылых семейства трубковёртов.

## Описание
Верх тела покрыт длинными волосками. Надкрылья в 1¼ – 1½ раза длиннее своей общей ширины. Род имеет 11-члениковые усики с 3-члениковой булавой; грудной щит спереди сужен; брюшко широкое; голени ног не зазубрены; задние бедра часто бывают утолщены. Многие виды отличаются красивыми, металлически-блестящими цветами.
Самки откладывают яйца в свернутые трубками листья или в плоды и молодые побеги растений. Трубки, свиваемые самками, делаются или из части, или из целого листа или из нескольких листьев и имеют сверху и снизу отверстия. Сюда относятся более 80 видов, из которых около 30 водятся в Европе. Некоторые виды являются вредными для садоводства и плодоводства.

## Экология
Некоторые виды серьёзно вредят плодовым деревьям.

## Виды
Некоторые виды рода:
- Rhynchites aereipennis Desbrochers, 1895
- Rhynchites auratus (Scopoli, 1763)
- Rhynchites bacchus (Linnaeus, 1758)
- Rhynchites bellus (Legalov & Fremuth, 2002)
- Rhynchites hajastanicus Ter-Minassian, 1965
- Rhynchites lodosi Voss, 1973
- Rhynchites purpureipennis Voss, 1973
- Rhynchites smyrnensis Desbrochers, 1869
- Rhynchites trojanus Gyllenhal, 1839